# Puncturella aethiopica
Puncturella aethiopica is een slakkensoort uit de familie van de Fissurellidae. De wetenschappelijke naam van de soort is voor het eerst geldig gepubliceerd in 1902 door Martens.